# طرخشقون أندونيسي
طرخشقون أندونيسي (باللاتينية: Taraxacum indonesicum) هو نوع نباتي يتبع جنس الطرخشقون من القبيلة الشيكورية.